# Scratch (classement)
Pour les articles homonymes, voir Scratch.
Le scratch est un système de classement sportif non genré, déterminé uniquement par l’ordre d’arrivée des participants. Il est utilisé notamment en triathlon et en cyclisme.